# Felix Örn Friðriksson
Felix Örn Friðriksson (Vestmannaeyjar, 16 marzo 1999) è un calciatore islandese, difensore dell'ÍBV Vestmannæyja e della nazionale Under-21 islandese.

## Carriera

### Club
Ha giocato nella prima divisione islandese ed in quella danese (una presenze con il Vejle, nella stagione 2018-2019).

### Nazionale
Ha giocato nelle nazionali giovanili islandesi Under-17 ed Under-21.
Nel 2018 ha giocato 2 partite con la nazionale maggiore islandese.

## Palmarès

### Club

#### Competizioni nazionali
- Coppa d'Islanda: 1

ÍBV Vestmannæyja: 2017
- 1. deild karla: 1

ÍBV Vestmannæyja: 2024